# رامی امام
رامی امام (زاده ۲۵ نوامبر ۱۹۷۴) کارگردان، هنرپیشه و تهیه‌کننده اهل مصر است. او فرزند عادل امام، کمدین و هنرپیشه سرشناس مصری است.

## زندگی‌نامه
رامی امان در سال ۱۹۷۴ در قاهره متولد شد و در سال ۱۹۹۹ از دانشگاه آمریکایی قاهره فارغ‌التحصیل شد.